# Saxifraga × boydii
Saxifraga x boydii es una planta herbácea de la familia de las saxifragáceas.
Es un híbrido compuesto por las especies Saxifraga aretioides y Saxifraga burseriana.

## Taxonomía
Saxifraga x boydii fue descrita por D. Dewar y publicado en Garden (London 1871-1927) 38: 10 1890.
Etimología
Saxifraga: nombre genérico que viene del latín saxum, ("piedra") y frangere, ("romper, quebrar"). Estas plantas se llaman así por su capacidad, según los antiguos, de romper las piedras con sus fuertes raíces. Así lo afirmaba Plinio, por ejemplo.
boydii: epíteto
Cultivares
- Saxifraga x boydii 'Aretiastrum'
- Saxifraga x boydii 'Cherrytrees'
- Saxifraga x boydii 'Cleo'
- Saxifraga x boydii 'Corona'
- Saxifraga x boydii 'Faldonside'
- Saxifraga x boydii 'Friar Tuck'
- Saxifraga x boydii 'Hindhead Seedling'
- Saxifraga x boydii 'Kelso'
- Saxifraga x boydii 'Klondike'
- Saxifraga x boydii 'Lemon Hybrid'
- Saxifraga x boydii 'Luteola'
- Saxifraga x boydii 'Mondschein-Sonate'
- Saxifraga x boydii 'Nottingham Gold'
- Saxifraga x boydii 'Old Britain'
- Saxifraga x boydii 'Oriole'
- Saxifraga x boydii 'Pilatus'
- Saxifraga x boydii 'Pollux'
- Saxifraga x boydii 'Sulphurea'
- Saxifraga x boydii 'Sun Dance'
- Saxifraga x boydii 'White Cap'
- Saxifraga x boydii 'William Boyd'
- Saxifraga x boydii 'Nathalie'   	?
- Saxifraga x boydii 'Moonlight'
- Saxifraga x boydii 'Valerie Finnis'
- Saxifraga x boydii MOONLIGHT SONATA